# Frédérique Guétat-Liviani
Frédérique Guétat-Liviani (née le 22 mai 1963 à Grenoble) est une poète, plasticienne et éditrice française.

## Biographie
Après des études à l'école des Beaux-Arts d'Avignon, elle travaille d'abord comme galeriste d'art à Marseille. Elle crée avec d'autres artistes un « non-lieu de création artistique », Intime Conviction, en 1988. 
Elle dirige depuis 1995 les éditions Fidel Anthelme X.
Elle publie ses poèmes dans plusieurs revues telles que Doc(k)s, Banana Split, Petite, If, Action Poétique, Sitaudis, revue Toute La Lire.

## Réception critique
Pour la revue québécoise Liberté, « La poésie de Frédérique Guétat-Liviani offre un refuge aux plus vulnérables ».
Pour Remue.net, « L’écriture de Frédérique Guetat-Liviani […], ainsi que ses actions poétiques, les installations, les performances et ses travaux publiques (éditer, publier les autres, écouter et écrire avec les autres) ont toujours étonné par leur singularité et la marque du collectif ».
Pour Trish Salah et le Writers' Trust du Canada, « son œuvre est aussi dévastatrice qu'émouvante ».
Pour Étienne Faure, Frédérique Guétat-Liviani écrit « Des textes qui tracent peu à peu des esquisses aux traits légèrement estompés, et cependant affirment lentement, d’une main sûre et d’un regard ferme, cette dureté sans emphase qui fait la force de ce recueil ». 

## Œuvres
- Formica, Editions Fax, 1998
- Poèmes épars, avec Julien Blaine, éditions Collodion, 2001
- (Appareils), éditions Farrago et Léo Scheer, 2002  (ISBN 9782844901019)
- Le dortoir des filles, Editions Fidel Anthelme X, 2003
- Niño, éditions Plaine Page, 2003
- Imprimatur, Editions Fidel Anthelme X, 2007
- Les Petites sirènes, éditions Plaine Page, 2011  (ISBN 9782910775452)
- Prières de., éditions Plaine Page, 2012  (ISBN 9782910775483)
- Le premier arrondissement, éditions Sitaudis, 2013  (ISBN 9781291522938)
- Le banc de Giotto, avec Colas Baillieul, éditions Fidel Anthelme X, 2013
- Visa, éditions Fidel Anthelme X, 2017
- espèce, Le Temps des Cerises éditeurs, 2017  (ISBN 978-2-37071-139-7)
- go, Julien Nègre éditeur, 2018  (ISBN 9791092464191)
- But it's a long way, traduit par Nathanaël, Nightboat Books, 2018  (ISBN 9781937658816)
- Comptes rouges et ronds, éditions Terracol, 2021
- Vherbier, avec Christian Désagulier,  éditions Fidel Anthelme X et Terracol, 2021
- 4 de chiffre, éditions Plaine Page, 2022  (ISBN 9791096646449)
- Il ne faudra plus attendre un train, éditions Lanskine, 2022  (ISBN 9782359630671)

## Récompenses et distinctions
- Bourse d'encouragement du CNL (2001)
- Prix des Collégiens 2015 de la Biennale des Poètes de Val de Marne pour Le premier arrondissement
- Bourse de création du CNL (2019)